# Denis Bećirović
Denis Bećirović (Tuzla, 28 novembre 1975) è un politico bosniaco, membro bosgnacco della Presidenza della Bosnia ed Erzegovina dal 16 novembre 2022.
Dal 16 febbraio 2019 all'assunzione dell'incarico nella Presidenza è stato deputato della Camera dei Popoli della Bosnia ed Erzegovina e vicepresidente del Partito socialdemocratico, nonché eletto nell'ottobre 2022 come membro bosgnacco alla Presidenza della Bosnia ed Erzegovina
In precedenza è stato membro della Camera dei rappresentanti rimanendo in carica dal 6 novembre 2006 al 20 novembre 2018.